# Campionato asiatico e oceaniano maschile di pallavolo 2015
Il campionato asiatico e oceaniano maschile di pallavolo 2015 si è svolto dal 31 luglio all'8 agosto 2015 a Teheran, in Iran: al torneo hanno partecipato sedici squadre nazionali asiatiche e oceaniane e la vittoria finale è andata per l'ottava volta al Giappone.

## Impianti
|                                                                                    |                                                                            |  |
|                                                                                    |                                                                            |  |
| Palazzetto dello Sport Azadi Città: Teheran Capienza: 12 000 Anno d'apertura: 1970 | Azadi Volleyball Hall Città: Teheran Capienza: 3 000 Anno d'apertura: 1971 |  |

## Regolamento

### Formula
Le squadre hanno disputato una prima fase a gironi con formula del girone all'italiana; al termine della prima fase le prime due classificate del girone A e C hanno acceduto al girone E e le prime due classificate del girone B e D hanno acceduto al girone F, mentre le ultime due classificate del girone A e C hanno acceduto al girone G e le ultime due classificate del girone B e D hanno acceduto al girone H. Le squadre hanno disputato una seconda fase a gironi con formula del girone all'italiana, conservando i risultati degli scontri diretti:
- Le squadre del girone E e F hanno acceduto alla fase finale per il primo posto, strutturata in quarti di finale, semifinali, finale per il terzo posto e finale.
- Le quattro eliminate ai quarti di finale della fase finale per il primo posto hanno acceduto alla fase finale per il quinto posto, strutturata in semifinali, finale per il settimo posto e finale per il quinto posto.
- Le prime due classificate del girone G e H hanno acceduto alla fase finale per il nono posto, strutturata in semifinali, finale per l'undicesimo posto e finale per il nono posto.
- Le ultime due classificate del girone G e H hanno acceduto alla fase finale tredicesimo posto, strutturata in semifinali, finale per il quindicesimo posto e finale per il tredicesimo posto.

### Criteri di classifica
Se il risultato finale è stato di 3-0 o 3-1 sono stati assegnati 3 punti alla squadra vincente e 0 a quella sconfitta, se il risultato finale è stato di 3-2 sono stati assegnati 2 punti alla squadra vincente e 1 a quella sconfitta.
L'ordine del posizionamento in classifica è stato definito in base a:
- Numero di partite vinte;
- Punti;
- Ratio dei set vinti/persi;
- Ratio dei punti realizzati/subiti;
- Risultati degli scontri diretti.

## Squadre partecipanti
| Squadra        | Qualificazione                                | Ultima partecipazione    |
| -------------- | --------------------------------------------- | ------------------------ |
| Arabia Saudita | 3ª nel ranking AVC (sezione Asia occidentale) | Emirati Arabi Uniti 2013 |
| Australia      | 5ª al campionato asiatico e oceaniano 2013    | Emirati Arabi Uniti 2013 |
| Bahrein        | 1ª nel ranking AVC (sezione Asia occidentale) | Emirati Arabi Uniti 2013 |
| Cina           | 3ª al campionato asiatico e oceaniano 2013    | Emirati Arabi Uniti 2013 |
| Corea del Sud  | 2ª al campionato asiatico e oceaniano 2013    | Emirati Arabi Uniti 2013 |
| Giappone       | 4ª al campionato asiatico e oceaniano 2013    | Emirati Arabi Uniti 2013 |
| India          | 7ª al campionato asiatico e oceaniano 2013    | Emirati Arabi Uniti 2013 |
| Iran           | Paese organizzatore                           | Emirati Arabi Uniti 2013 |
| Kazakistan     | 10ª al campionato asiatico e oceaniano 2013   | Emirati Arabi Uniti 2013 |
| Kuwait         | 3ª nel ranking AVC (sezione Asia occidentale) | Emirati Arabi Uniti 2013 |
| Oman           | 5ª nel ranking AVC (sezione Asia occidentale) | Emirati Arabi Uniti 2013 |
| Pakistan       | 4ª nel ranking AVC (sezione Asia centrale)    | Iran 2011                |
| Qatar          | 2ª nel ranking AVC (sezione Asia occidentale) | Emirati Arabi Uniti 2013 |
| Sri Lanka      | 5ª nel ranking AVC (sezione Asia centrale)    | Emirati Arabi Uniti 2013 |
| Taipei cinese  | 9ª al campionato asiatico e oceaniano 2013    | Emirati Arabi Uniti 2013 |
| Thailandia     | 6ª al campionato asiatico e oceaniano 2013    | Emirati Arabi Uniti 2013 |
| Turkmenistan   | 6ª nel ranking AVC (sezione Asia centrale)    | Iran 2011                |

## Torneo

### Prima fase
| Girone A      | Girone B     | Girone C      | Girone D  |
| ------------- | ------------ | ------------- | --------- |
| Iran          | Australia    | Corea del Sud | Bahrein   |
| Kazakistan    | India        | Oman          | Cina      |
| Kuwait        | Qatar        | Pakistan      | Giappone  |
| Taipei cinese | Turkmenistan | Thailandia    | Sri Lanka |

#### Girone A

##### Risultati
| 31 luglio 2015 Azadi Volleyball Hall, Teheran Durata: 1h:50 - Spettatori: 100        | Taipei cinese | 3 - 1 | Kazakistan    | 25-22, 24-26, 25-21, 25-21 |
| 31 luglio 2015 Palazzetto dello Sport Azadi, Teheran Durata: 1h:42 - Spettatori: 450 | Kuwait        | 0 - 3 | Iran          | 13-25, 22-25, 13-25        |
| 1º agosto 2015 Azadi Volleyball Hall, Teheran Durata: 1h:16 - Spettatori: 100        | Taipei cinese | 3 - 0 | Kuwait        | 28-26, 25-17, 25-14        |
| 1º agosto 2015 Palazzetto dello Sport Azadi, Teheran Durata: 1h:23 - Spettatori: 500 | Kazakistan    | 0 - 3 | Iran          | 23-25, 16-25, 25-27        |
| 2 agosto 2015 Azadi Volleyball Hall, Teheran Durata: 1h:16 - Spettatori: 50          | Kazakistan    | 3 - 0 | Kuwait        | 25-17, 25-20, 25-18        |
| 2 agosto 2015 Palazzetto dello Sport Azadi, Teheran Durata: 1h:34 - Spettatori: 850  | Iran          | 3 - 0 | Taipei cinese | 25-16, 25-16, 25-19        |

##### Classifica
| Pos | Squadra       | Pt | G | V | P | SV | SP | Ratio | PF  | PS  | Ratio |
| --- | ------------- | -- | - | - | - | -- | -- | ----- | --- | --- | ----- |
| 1   | Iran          | 9  | 3 | 3 | 0 | 9  | 0  | MAX   | 227 | 163 | 1.393 |
| 2   | Taipei cinese | 6  | 3 | 2 | 1 | 6  | 4  | 1.500 | 228 | 222 | 1.027 |
| 3   | Kazakistan    | 3  | 3 | 1 | 2 | 4  | 6  | 0.667 | 229 | 231 | 0.991 |
| 4   | Kuwait        | 0  | 3 | 0 | 3 | 0  | 9  | 0.000 | 160 | 228 | 0.702 |

#### Girone B

##### Risultati
| 31 luglio 2015 Azadi Volleyball Hall, Teheran Durata: 1h:50 - Spettatori: 50         | India        | 3 - 0 | Turkmenistan | 27-25, 25-21, 25-21        |
| 31 luglio 2015 Azadi Volleyball Hall, Teheran Durata: 2h:05 - Spettatori: 200        | Qatar        | 3 - 1 | Australia    | 25-22, 28-30, 25-22, 25-20 |
| 1º agosto 2015 Palazzetto dello Sport Azadi, Teheran Durata: 1h:10 - Spettatori: 250 | Turkmenistan | 0 - 3 | Australia    | 11-25, 21-25, 22-25        |
| 1º agosto 2015 Azadi Volleyball Hall, Teheran Durata: 1h:16 - Spettatori: 100        | India        | 0 - 3 | Qatar        | 18-25, 19-25, 22-25        |
| 2 agosto 2015 Azadi Volleyball Hall, Teheran Durata: 1h:45 - Spettatori: 100         | Turkmenistan | 1 - 3 | Qatar        | 14-25, 28-26, 13-25, 20-25 |
| 2 agosto 2015 Palazzetto dello Sport Azadi, Teheran Durata: 1h:20 - Spettatori: 150  | Australia    | 3 - 0 | India        | 25-19, 25-19, 25-16        |

##### Classifica
| Pos | Squadra      | Pt | G | V | P | SV | SP | Ratio | PF  | PS  | Ratio |
| --- | ------------ | -- | - | - | - | -- | -- | ----- | --- | --- | ----- |
| 1   | Qatar        | 9  | 3 | 3 | 0 | 9  | 2  | 4.500 | 279 | 228 | 1.224 |
| 2   | Australia    | 6  | 3 | 2 | 1 | 7  | 3  | 2.333 | 244 | 211 | 1.156 |
| 3   | India        | 3  | 3 | 1 | 2 | 3  | 6  | 0.500 | 190 | 217 | 0.876 |
| 4   | Turkmenistan | 0  | 3 | 0 | 3 | 1  | 9  | 0.111 | 196 | 253 | 0.775 |

#### Girone C

##### Risultati
| 31 luglio 2015 Palazzetto dello Sport Azadi, Teheran Durata: 1h:23 - Spettatori: 450 | Oman          | 0 - 3 | Corea del Sud | 19-25, 17-25, 27-29               |
| 31 luglio 2015 Palazzetto dello Sport Azadi, Teheran Durata: 1h:57 - Spettatori: 350 | Pakistan      | 2 - 3 | Thailandia    | 25-23, 25-20, 23-25, 18-25, 13-15 |
| 1º agosto 2015 Azadi Volleyball Hall, Teheran Durata: 1h:20 - Spettatori: 75         | Oman          | 0 - 3 | Pakistan      | 23-25, 21-25, 19-25               |
| 1º agosto 2015 Palazzetto dello Sport Azadi, Teheran Durata: 2h:11 - Spettatori: 80  | Corea del Sud | 3 - 2 | Thailandia    | 26-24, 21-25, 24-26, 25-21, 15-11 |
| 2 agosto 2015 Palazzetto dello Sport Azadi, Teheran Durata: 1h:16 - Spettatori: 100  | Corea del Sud | 3 - 0 | Pakistan      | 25-21, 25-12, 25-17               |
| 2 agosto 2015 Palazzetto dello Sport Azadi, Teheran Durata: 1h:55 - Spettatori: 200  | Thailandia    | 3 - 2 | Oman          | 25-27, 25-20, 23-25, 25-11, 15-10 |

##### Classifica
| Pos | Squadra       | Pt | G | V | P | SV | SP | Ratio | PF  | PS  | Ratio |
| --- | ------------- | -- | - | - | - | -- | -- | ----- | --- | --- | ----- |
| 1   | Corea del Sud | 8  | 3 | 3 | 0 | 9  | 2  | 4.500 | 265 | 220 | 1.205 |
| 2   | Thailandia    | 5  | 3 | 2 | 1 | 8  | 7  | 1.143 | 328 | 308 | 1.065 |
| 3   | Pakistan      | 4  | 3 | 1 | 2 | 5  | 6  | 0.833 | 229 | 246 | 0.931 |
| 4   | Oman          | 1  | 3 | 0 | 3 | 2  | 9  | 0.222 | 219 | 267 | 0.820 |

#### Girone D

##### Risultati
| 31 luglio 2015 Palazzetto dello Sport Azadi, Teheran Durata: 1h:53 - Spettatori: 200 | Cina      | 3 - 0 | Sri Lanka | 25-11, 25-22, 25-20        |
| 31 luglio 2015 Azadi Volleyball Hall, Teheran Durata: 1h:16 - Spettatori: 200        | Giappone  | 3 - 0 | Bahrein   | 26-24, 25-12, 25-23        |
| 1º agosto 2015 Palazzetto dello Sport Azadi, Teheran Durata: 1h:42 - Spettatori: 300 | Cina      | 3 - 1 | Giappone  | 25-20, 25-17, 23-25, 25-22 |
| 1º agosto 2015 Azadi Volleyball Hall, Teheran Durata: 1h:19 - Spettatori: 100        | Sri Lanka | 0 - 3 | Bahrein   | 21-25, 22-25, 16-25        |
| 2 agosto 2015 Palazzetto dello Sport Azadi, Teheran Durata: 1h:48 - Spettatori: 200  | Bahrein   | 0 - 3 | Cina      | 18-25, 23-25, 21-25        |
| 2 agosto 2015 Azadi Volleyball Hall, Teheran Durata: 1h:42 - Spettatori: 50          | Sri Lanka | 1 - 3 | Giappone  | 16-25, 25-21, 16-25, 20-25 |

##### Classifica
| Pos | Squadra   | Pt | G | V | P | SV | SP | Ratio | PF  | PS  | Ratio |
| --- | --------- | -- | - | - | - | -- | -- | ----- | --- | --- | ----- |
| 1   | Cina      | 9  | 3 | 3 | 0 | 9  | 1  | 9.000 | 248 | 199 | 1.246 |
| 2   | Giappone  | 6  | 3 | 2 | 1 | 7  | 4  | 1.750 | 256 | 234 | 1.094 |
| 3   | Bahrein   | 3  | 3 | 1 | 2 | 3  | 6  | 0.500 | 196 | 210 | 0.933 |
| 4   | Sri Lanka | 0  | 3 | 0 | 3 | 1  | 9  | 0.111 | 189 | 246 | 0.768 |

### Seconda fase
| Girone E      | Girone F  | Girone G   | Girone H     |
| ------------- | --------- | ---------- | ------------ |
| Corea del Sud | Australia | Kazakistan | Bahrein      |
| Iran          | Cina      | Kuwait     | India        |
| Taipei cinese | Giappone  | Oman       | Sri Lanka    |
| Thailandia    | Qatar     | Pakistan   | Turkmenistan |

#### Girone E

##### Risultati
| 3 agosto 2015 Palazzetto dello Sport Azadi, Teheran Durata: 1h:15 - Spettatori: 250   | Corea del Sud | 3 - 0 | Taipei cinese | 25-15, 25-20, 25-17        |
| 3 agosto 2015 Palazzetto dello Sport Azadi, Teheran Durata: 2h:02 - Spettatori: 1 000 | Iran          | 3 - 0 | Thailandia    | 25-20, 25-11, 25-20        |
| 4 agosto 2015 Palazzetto dello Sport Azadi, Teheran Durata: 1h:13 - Spettatori: 100   | Taipei cinese | 3 - 0 | Thailandia    | 25-22, 25-20, 25-22        |
| 4 agosto 2015 Palazzetto dello Sport Azadi, Teheran Durata: 1h:58 - Spettatori: 2 500 | Iran          | 1 - 3 | Corea del Sud | 25-17, 26-28, 20-25, 23-25 |

##### Classifica
| Pos | Squadra       | Pt | G | V | P | SV | SP | Ratio | PF  | PS  | Ratio |
| --- | ------------- | -- | - | - | - | -- | -- | ----- | --- | --- | ----- |
| 1   | Corea del Sud | 8  | 3 | 3 | 0 | 9  | 3  | 3.000 | 281 | 253 | 1.111 |
| 2   | Iran          | 6  | 3 | 2 | 1 | 7  | 3  | 2.333 | 244 | 197 | 1.239 |
| 3   | Taipei cinese | 3  | 3 | 1 | 2 | 3  | 6  | 0.500 | 178 | 214 | 0.832 |
| 4   | Thailandia    | 1  | 3 | 0 | 3 | 2  | 9  | 0.222 | 222 | 261 | 0.851 |

#### Girone F

##### Risultati
| 3 agosto 2015 Palazzetto dello Sport Azadi, Teheran Durata: 2h:14 - Spettatori: 100   | Qatar     | 3 - 2 | Giappone  | 25-19, 25-23, 15-25, 19-25, 17-15 |
| 3 agosto 2015 Palazzetto dello Sport Azadi, Teheran Durata: 2h:12 - Spettatori: 400   | Cina      | 3 - 0 | Australia | 25-23, 25-21, 26-24               |
| 4 agosto 2015 Palazzetto dello Sport Azadi, Teheran Durata: 1h:57 - Spettatori: 400   | Australia | 3 - 1 | Giappone  | 23-25, 25-21, 25-23, 25-21        |
| 4 agosto 2015 Palazzetto dello Sport Azadi, Teheran Durata: 2h:34 - Spettatori: 1 200 | Qatar     | 2 - 3 | Cina      | 25-17, 16-25, 25-17, 19-25, 10-15 |

##### Classifica
| Pos | Squadra   | Pt | G | V | P | SV | SP | Ratio | PF  | PS  | Ratio |
| --- | --------- | -- | - | - | - | -- | -- | ----- | --- | --- | ----- |
| 1   | Cina      | 8  | 3 | 3 | 0 | 9  | 3  | 3.000 | 273 | 247 | 1.105 |
| 2   | Qatar     | 6  | 3 | 2 | 1 | 8  | 6  | 1.333 | 299 | 300 | 0.997 |
| 3   | Australia | 3  | 3 | 1 | 2 | 4  | 7  | 0.571 | 260 | 269 | 0.967 |
| 4   | Giappone  | 1  | 3 | 0 | 3 | 4  | 9  | 0.444 | 281 | 297 | 0.946 |

#### Girone G

##### Risultati
| 3 agosto 2015 Azadi Volleyball Hall, Teheran Durata: 1h:47 - Spettatori: 100 | Kazakistan | 3 - 1 | Oman     | 25-22, 25-23, 20-25, 25-17        |
| 3 agosto 2015 Azadi Volleyball Hall, Teheran Durata: 2h:07 - Spettatori: 150 | Pakistan   | 3 - 2 | Kuwait   | 25-19, 25-23, 21-25, 21-25, 15-10 |
| 4 agosto 2015 Azadi Volleyball Hall, Teheran Durata: 1h:58 - Spettatori: 75  | Kuwait     | 3 - 1 | Oman     | 25-22, 23-25, 25-21, 25-23        |
| 4 agosto 2015 Azadi Volleyball Hall, Teheran Durata: 2h:01 - Spettatori: 150 | Kazakistan | 3 - 2 | Pakistan | 21-25, 25-20, 18-25, 25-17, 15-12 |

##### Classifica
| Pos | Squadra    | Pt | G | V | P | SV | SP | Ratio | PF  | PS  | Ratio |
| --- | ---------- | -- | - | - | - | -- | -- | ----- | --- | --- | ----- |
| 1   | Kazakistan | 8  | 3 | 3 | 0 | 9  | 3  | 3.000 | 274 | 241 | 1.137 |
| 2   | Pakistan   | 6  | 3 | 2 | 1 | 8  | 5  | 1.600 | 281 | 269 | 1.045 |
| 3   | Kuwait     | 4  | 3 | 1 | 2 | 5  | 7  | 0.714 | 255 | 273 | 0.714 |
| 4   | Oman       | 0  | 3 | 0 | 3 | 2  | 9  | 0.222 | 241 | 268 | 0.899 |

#### Girone H

##### Risultati
| 3 agosto 2015 Azadi Volleyball Hall, Teheran Durata: 1h:03 - Spettatori: 50 | India        | 3 - 0 | Sri Lanka    | 25-17, 25-22, 25-20               |
| 3 agosto 2015 Azadi Volleyball Hall, Teheran Durata: 1h:21 - Spettatori: 50 | Bahrein      | 3 - 0 | Turkmenistan | 29-27, 25-17, 25-22               |
| 4 agosto 2015 Azadi Volleyball Hall, Teheran Durata: 1h:41 - Spettatori: 50 | Turkmenistan | 1 - 3 | Sri Lanka    | 19-25, 18-25, 26-24, 23-25        |
| 4 agosto 2015 Azadi Volleyball Hall, Teheran Durata: 1h:58 - Spettatori: 50 | India        | 2 - 3 | Bahrein      | 16-25, 25-15, 25-14, 22-25, 14-16 |

##### Classifica
| Pos | Squadra      | Pt | G | V | P | SV | SP | Ratio | PF  | PS  | Ratio |
| --- | ------------ | -- | - | - | - | -- | -- | ----- | --- | --- | ----- |
| 1   | Bahrein      | 8  | 3 | 3 | 0 | 9  | 2  | 4.500 | 249 | 227 | 1.097 |
| 2   | India        | 7  | 3 | 2 | 1 | 8  | 3  | 2.667 | 254 | 221 | 1.149 |
| 3   | Sri Lanka    | 3  | 3 | 1 | 2 | 3  | 7  | 0.429 | 217 | 236 | 0.919 |
| 4   | Turkmenistan | 0  | 3 | 0 | 3 | 1  | 9  | 0.111 | 219 | 255 | 0.859 |

### Fase finale

#### Finali 1º e 3º posto
|  | Quarti        | Quarti   |          |       | Semifinali         | Semifinali         |  |  | Finale 1º/2º posto | Finale 1º/2º posto |
|  |               |          |          |       |                    |                    |  |  |                    |                    |
|  |               |          |          |       |                    |                    |  |  |                    |                    |
|  |               |          |          |       |                    |                    |  |  |                    |                    |
|  | Cina          | 3        |          |       |                    |                    |  |  |                    |                    |
|  | Cina          | 3        |          |       |                    |                    |  |  |                    |                    |
|  | Thailandia    | 0        |          |       |                    |                    |  |  |                    |                    |
|  | Thailandia    | 0        | Cina     | 2     |                    |                    |  |  |                    |                    |
|  |               |          | Cina     | 2     |                    |                    |  |  |                    |                    |
|  |               | Iran     | 3        |       |                    |                    |  |  |                    |                    |
|  | Iran          | Iran     | 3        | 3     |                    |                    |  |  |                    |                    |
|  | Iran          |          |          | 3     |                    |                    |  |  |                    |                    |
|  | Australia     | 1        |          |       |                    |                    |  |  |                    |                    |
|  | Australia     | 1        | Iran     | 1     |                    |                    |  |  |                    |                    |
|  |               |          | Iran     | 1     |                    |                    |  |  |                    |                    |
|  |               | Giappone | 3        |       |                    |                    |  |  |                    |                    |
|  | Corea del Sud | Giappone | 3        | 2     |                    |                    |  |  |                    |                    |
|  | Corea del Sud |          |          | 2     |                    |                    |  |  |                    |                    |
|  | Giappone      | 3        |          |       |                    |                    |  |  |                    |                    |
|  | Giappone      | 3        | Giappone | 3     | Finale 3º/4º posto | Finale 3º/4º posto |  |  |                    |                    |
|  |               |          | Giappone | 3     | Finale 3º/4º posto | Finale 3º/4º posto |  |  |                    |                    |
|  |               | Qatar    | 1        |       |                    |                    |  |  |                    |                    |
|  | Qatar         | Qatar    | 1        | 3     | Cina               | 3                  |  |  |                    |                    |
|  | Qatar         |          |          | 3     | Cina               | 3                  |  |  |                    |                    |
|  | Taipei cinese | 1        |          | Qatar | 2                  |                    |  |  |                    |                    |
|  | Taipei cinese | 1        |          |       | 2                  |                    |  |  |                    |                    |
|  |               |          |          |       |                    |                    |  |  |                    |                    |
|  |               |          |          |       |                    |                    |  |  |                    |                    |

##### Quarti di finale
| 6 agosto 2015 Palazzetto dello Sport Azadi, Teheran Durata: 2h:12 - Spettatori: 350   | Corea del Sud | 2 - 3 | Giappone      | 23-25, 16-25, 25-20, 25-15, 13-15 |
| 6 agosto 2015 Palazzetto dello Sport Azadi, Teheran Durata: 2h:12 - Spettatori: 500   | Cina          | 3 - 0 | Thailandia    | 25-20, 27-25, 30-28               |
| 6 agosto 2015 Palazzetto dello Sport Azadi, Teheran Durata: 2h:29 - Spettatori: 500   | Qatar         | 3 - 1 | Taipei cinese | 25-20, 25-19, 17-25, 25-22        |
| 6 agosto 2015 Palazzetto dello Sport Azadi, Teheran Durata: 2h:45 - Spettatori: 4 000 | Iran          | 3 - 1 | Australia     | 25-20, 14-25, 25-18, 25-20        |

##### Semifinali
| 7 agosto 2015 Palazzetto dello Sport Azadi, Teheran Durata: ? - Spettatori: ?         | Giappone | 3 - 1 | Qatar | 22-25, 25-23, 25-17, 25-23       |
| 7 agosto 2015 Palazzetto dello Sport Azadi, Teheran Durata: 2h:51 - Spettatori: 8 000 | Cina     | 2 - 3 | Iran  | 25-21, 25-20, 9-25, 19-25, 14-16 |

##### Finale 3º posto
| 8 agosto 2015 Palazzetto dello Sport Azadi, Teheran Durata: 2h:28 - Spettatori: 8 500 | Cina | 3 - 2 | Qatar | 25-23, 25-19, 21-25, 24-26, 15-9 |

##### Finale
| 8 agosto 2015 Palazzetto dello Sport Azadi, Teheran Durata: 2h:32 - Spettatori: 12 000 | Iran | 1 - 3 | Giappone | 17-25, 22-25, 25-18, 22-25 |

#### Finali 5º e 7º posto
|  | Semifinali    | Semifinali    | Semifinali    |               |           | Finale 5º/6º posto | Finale 5º/6º posto | Finale 5º/6º posto |  |
|  |               |               |               |               |           |                    |                    |                    |  |
|  | Thailandia    | Thailandia    | 0             |               |           |                    |                    |                    |  |
|  | Thailandia    | Thailandia    | 0             |               |           |                    |                    |                    |  |
|  | Australia     | Australia     | 3             |               |           |                    |                    |                    |  |
|  | Australia     | Australia     | 3             |               | Australia | Australia          | 3                  |                    |  |
|  |               |               |               |               | Australia | Australia          | 3                  |                    |  |
|  |               |               | Taipei cinese | Taipei cinese | 1         |                    |                    |                    |  |
|  | Corea del Sud | Corea del Sud | Taipei cinese | Taipei cinese | 1         | 1                  |                    |                    |  |
|  | Corea del Sud | Corea del Sud |               |               |           | 1                  |                    |                    |  |
|  | Taipei cinese | Taipei cinese | 3             |               |           | Finale 7º/8º posto | Finale 7º/8º posto | Finale 7º/8º posto |  |
|  | Taipei cinese | Taipei cinese | 3             |               |           |                    |                    |                    |  |
|  |               |               |               |               |           |                    |                    |                    |  |
|  |               |               |               |               |           | Thailandia         | Thailandia         | 0                  |  |
|  |               |               |               |               |           | Thailandia         | Thailandia         | 0                  |  |
|  |               |               |               |               |           | Corea del Sud      | Corea del Sud      | 3                  |  |

##### Semifinali
| 7 agosto 2015 Palazzetto dello Sport Azadi, Teheran Durata: 1h:06 - Spettatori: 50  | Thailandia    | 0 - 3 | Australia     | 14-25, 22-25, 16-25        |
| 7 agosto 2015 Palazzetto dello Sport Azadi, Teheran Durata: 1h:37 - Spettatori: 150 | Corea del Sud | 1 - 3 | Taipei cinese | 25-21, 15-25, 19-25, 16-25 |

##### Finale 7º posto
| 8 agosto 2015 Azadi Volleyball Hall, Teheran Durata: 1h:16 - Spettatori: 150 | Thailandia | 0 - 3 | Corea del Sud | 22-25, 18-25, 22-25 |

##### Finale 5º posto
| 8 agosto 2015 Azadi Volleyball Hall, Teheran Durata: 1h:40 - Spettatori: 60 | Australia | 3 - 1 | Taipei cinese | 32-30, 25-15, 21-25, 25-22 |

#### Finali 9º e 11º posto
|  | Semifinali | Semifinali | Semifinali |          |            | Finale 9º/10º posto  | Finale 9º/10º posto  | Finale 9º/10º posto  |  |
|  |            |            |            |          |            |                      |                      |                      |  |
|  | Kazakistan | Kazakistan | 3          |          |            |                      |                      |                      |  |
|  | Kazakistan | Kazakistan | 3          |          |            |                      |                      |                      |  |
|  | India      | India      | 1          |          |            |                      |                      |                      |  |
|  | India      | India      | 1          |          | Kazakistan | Kazakistan           | 3                    |                      |  |
|  |            |            |            |          | Kazakistan | Kazakistan           | 3                    |                      |  |
|  |            |            | Pakistan   | Pakistan | 0          |                      |                      |                      |  |
|  | Bahrein    | Bahrein    | Pakistan   | Pakistan | 0          | 2                    |                      |                      |  |
|  | Bahrein    | Bahrein    |            |          |            | 2                    |                      |                      |  |
|  | Pakistan   | Pakistan   | 3          |          |            | Finale 11º/12º posto | Finale 11º/12º posto | Finale 11º/12º posto |  |
|  | Pakistan   | Pakistan   | 3          |          |            |                      |                      |                      |  |
|  |            |            |            |          |            |                      |                      |                      |  |
|  |            |            |            |          |            | India                | India                | 3                    |  |
|  |            |            |            |          |            | India                | India                | 3                    |  |
|  |            |            |            |          |            | Bahrein              | Bahrein              | 2                    |  |

##### Semifinali
| 6 agosto 2015 Azadi Volleyball Hall, Teheran Durata: 1h:55 - Spettatori: 50 | Kazakistan | 3 - 1 | India    | 25-15, 26-24, 30-32, 25-21       |
| 6 agosto 2015 Azadi Volleyball Hall, Teheran Durata: 1h:59 - Spettatori: 60 | Bahrein    | 2 - 3 | Pakistan | 25-21, 20-25, 25-27, 25-15, 9-15 |

##### Finale 11º posto
| 7 agosto 2015 Azadi Volleyball Hall, Teheran Durata: 1h:53 - Spettatori: 50 | India | 3 - 2 | Bahrein | 18-25, 25-23, 25-13, 18-25, 15-13 |

##### Finale 9º posto
| 7 agosto 2015 Azadi Volleyball Hall, Teheran Durata: 1h:20 - Spettatori: 50 | Kazakistan | 3 - 0 | Pakistan | 25-22, 25-19, 25-22 |

#### Finali 13º e 15º posto
|  | Semifinali   | Semifinali   | Semifinali |           |        | Finale 13º/14º posto | Finale 13º/14º posto | Finale 13º/14º posto |  |
|  |              |              |            |           |        |                      |                      |                      |  |
|  | Kuwait       | Kuwait       | 3          |           |        |                      |                      |                      |  |
|  | Kuwait       | Kuwait       | 3          |           |        |                      |                      |                      |  |
|  | Turkmenistan | Turkmenistan | 1          |           |        |                      |                      |                      |  |
|  | Turkmenistan | Turkmenistan | 1          |           | Kuwait | Kuwait               | 0                    |                      |  |
|  |              |              |            |           | Kuwait | Kuwait               | 0                    |                      |  |
|  |              |              | Sri Lanka  | Sri Lanka | 3      |                      |                      |                      |  |
|  | Sri Lanka    | Sri Lanka    | Sri Lanka  | Sri Lanka | 3      | 3                    |                      |                      |  |
|  | Sri Lanka    | Sri Lanka    |            |           |        | 3                    |                      |                      |  |
|  | Oman         | Oman         | 1          |           |        | Finale 15º/16º posto | Finale 15º/16º posto | Finale 15º/16º posto |  |
|  | Oman         | Oman         | 1          |           |        |                      |                      |                      |  |
|  |              |              |            |           |        |                      |                      |                      |  |
|  |              |              |            |           |        | Turkmenistan         | Turkmenistan         | 2                    |  |
|  |              |              |            |           |        | Turkmenistan         | Turkmenistan         | 2                    |  |
|  |              |              |            |           |        | Oman                 | Oman                 | 3                    |  |

##### Semifinali
| 6 agosto 2015 Azadi Volleyball Hall, Teheran Durata: 1h:49 - Spettatori: 70  | Kuwait    | 3 - 1 | Turkmenistan | 23-25, 25-20, 25-19, 27-25 |
| 6 agosto 2015 Azadi Volleyball Hall, Teheran Durata: 2h:04 - Spettatori: 150 | Sri Lanka | 3 - 1 | Oman         | 25-22, 25-19, 21-25, 25-14 |

##### Finale 15º posto
| 7 agosto 2015 Azadi Volleyball Hall, Teheran Durata: 2h:06 - Spettatori: 100 | Turkmenistan | 2 - 3 | Oman | 25-22, 26-24, 19-25, 28-30, 10-15 |

##### Finale 13º posto
| 7 agosto 2015 Azadi Volleyball Hall, Teheran Durata: 1h:55 - Spettatori: 170 | Kuwait | 0 - 3 | Sri Lanka | 26-28, 17-25, 14-25 |

## Podio

### Campione
Formazione: 1 Kunihiro Shimizu, 2 Daisuke Sakai, 4 Yuta Matsuoka, 5 Yoshifumi Suzuki, 6 Akihiro Fukatsu, 7 Masashi Kuriyama, 12 Akihiro Yamauchi, 13 Hideomi Fukatsu, 15 Masahiro Yanagida, 16 Takashi Dekita, 18 Yūta Yoneyama, 19 Hiroaki Asano, CT: Masashi Nambu

### Secondo posto
Formazione: 1 Pourya Fayazi, 2 Mostafa Sharifat, 4 Farhad Salafzoon, 6 Ali Hossein, 7 Hamzeh Zarini, 9 Masoud Gholami, 10 Mojtaba Gholizad, 11 Rahman Davoudi, 12 Ali Shafiei, 14 Reza Safaei, 17 Farhad Pour, 18 Mohammad Vadi, CT: Akbari Peyman

### Terzo posto
Formazione: 1 Zhang Zhejia, 3 Yuan Zhi, 4 Zhang Chen, 5 Li Yuanbo, 6 Li Runming, 8 Cui Jianjuni, 9 Jiao Shuai, 10 Ji Daoshuai, 11 Geng Xin, 14 Dai Qingyao, 16 Tong Jiahua, 19 Song Jianwei, CT: Xie Guochen

## Classifica finale
| Pos | Squadra       |
| --- | ------------- |
|     | Giappone      |
|     | Cina          |
|     | Iran          |
| 4   | Qatar         |
| 5   | Australia     |
| 6   | Taipei cinese |
| 7   | Corea del Sud |
| 8   | Thailandia    |
| 9   | Kazakistan    |
| 10  | Pakistan      |
| 11  | India         |
| 12  | Bahrein       |
| 13  | Sri Lanka     |
| 14  | Kuwait        |
| 15  | Oman          |
| 16  | Turkmenistan  |

## Premi individuali
| Premio                | Nome              | Squadra  |
| --------------------- | ----------------- | -------- |
| MVP                   | Kunihiro Shimizu  | Giappone |
| Miglior palleggiatore | Hideomi Fukatsu   | Giappone |
| Miglior opposto       | Farhad Piroutpour | Iran     |
| Miglior schiacciatore | Pouria Fayazi     | Iran     |
| Miglior schiacciatore | Hamzeh Zarini     | Iran     |
| Miglior centrale      | Zhang Zhejia      | Cina     |
| Miglior centrale      | Mostafa Sharifat  | Iran     |
| Miglior libero        | Daisuke Sakai     | Giappone |